# Hastula rossacki
Hastula rossacki is een slakkensoort uit de familie van de Terebridae. De wetenschappelijke naam van de soort is voor het eerst geldig gepubliceerd in 2000 door Sprague.